# Maattijärvet (Karesuando socken, Lappland, 758712-178553)
Maattijärvet är en sjö i Kiruna kommun i Lappland och ingår i Torneälvens huvudavrinningsområde.